# Pieris cubensis
Pieris cubensis là một loài thực vật có hoa trong họ Thạch nam. Loài này được (Griseb.) Small miêu tả khoa học đầu tiên năm 1914.